# Бі-спільнота

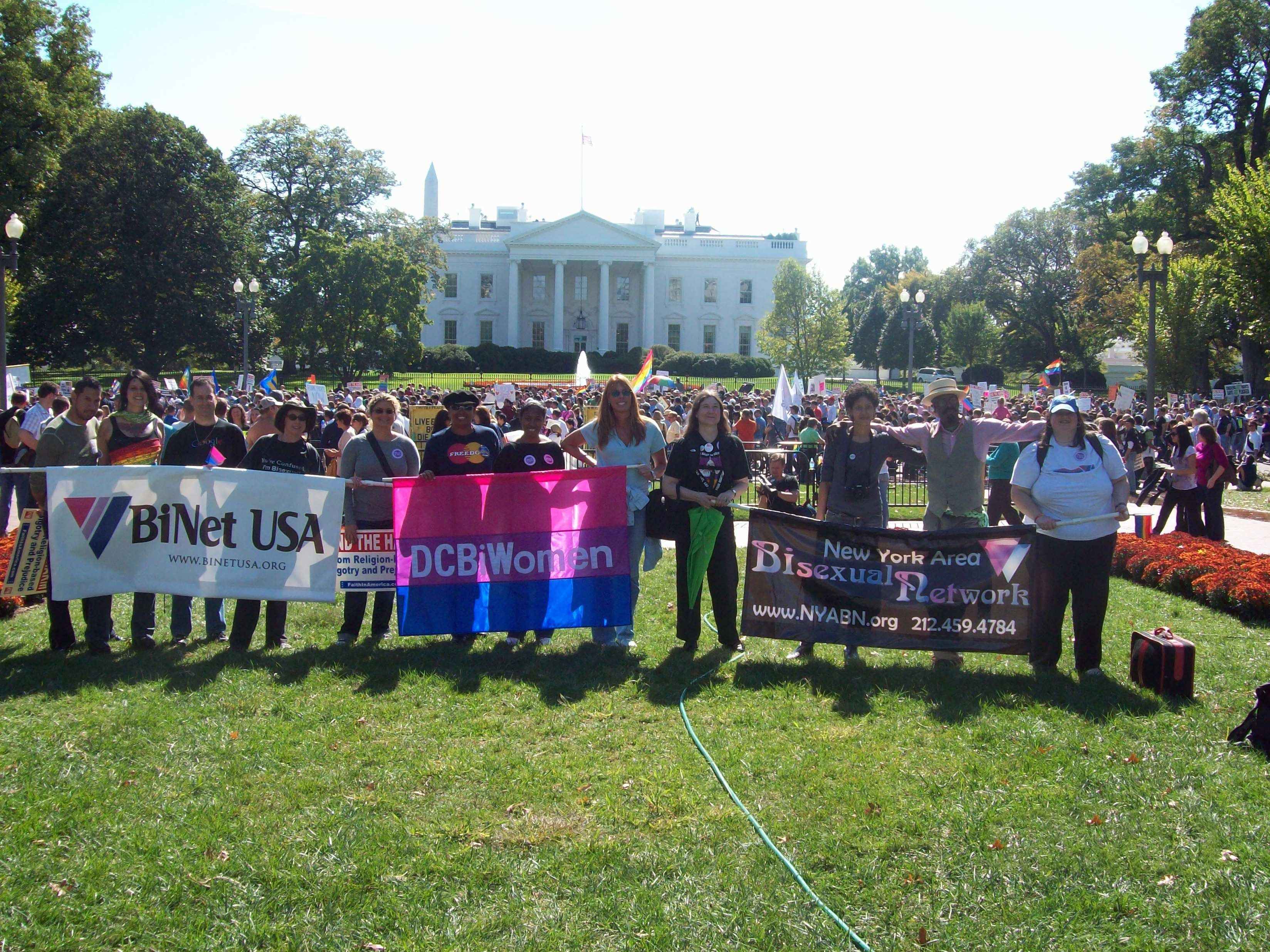
Деякі бісексуальні, плинні, пансексуальні та квір активісти демонструють свої банери на Марші національної рівності 2009 року у Вашингтоні, США

До бісексуальної спільноти (також відомої як спільноти bi +, bisexual/pansexual або bi/pan/fluid) належать члени ЛГБТ+-спільноти, які ідентифікують себе як бісексуалів, пансексуалів чи сексуально плинних людей.

## Спільноти

Бісексуальний прапор гордості, розроблений Майклом Пейджем у 1998 році

До бісексуального співтовариства належать ті, хто ідентифікує себе як бісексуальних, пансексуальних, біромантичних, полісексуальних та інші. Бісексуали рідше виходять «із шафи», ніж лесбійки та геї. Бісексуали також можуть брати участь у соціальних мережах, які значною мірою сконцентровані всередині ЛГБТ-спільноти; незалежно від того, беруть вони участь у ширшій ЛГБТ-культурі, бісексуали можуть також брати участь у спільнотах, специфічних для бісексуалів.
Ці спільноти об'єднуються із спільнотами геїв, лесбійок та трансгендерів для проведення великих ЛГБТ-заходів, таких як паради ЛГБТ-гордості, марші за громадянські права, адвокація, конференції та інші загальнонаціональні заходи. Часто на конференціях проводяться окремі семінари на бісексуальні та трансгендерні теми, ЛГБТ-паради гордості тепер включають також спеціальні бісексуальні секції.
23 вересня відзначається День бісексуальності. Тиждень, що починається в неділю перед святкуванням Дня бісексуальності, — Тиждень обізнаності про бісексуалів.